# Terumichi Yamada
Terumichi Yamada (Japans 山田晃路, Yamada Terumichi, Kanazawa, 1953) is een Japanse contrabassist in de jazz.
Yamada werkte vanaf de jaren 70 in de Japanse jazzscene met Junko Mine/Hidehiko Matsumoto. Hij werkte mee aan hun bigband-productie Junko and Sleepy - I Wish You Love. Vanaf de jaren 80 was hij actief in het trio van Yasuhiro Kohno; hij is hierin te horen op de albums Peace (1983) en Roma in the Rain (1984). Hij speelde met Takashi Amano (Dedications, 2008) en het Nobumasa Tanaka Kartell (Edge, 2006). Met zijn groep Terumichi Yamada Magicas Musica nam hij in 2009 de plaat A Million Thanks op. In de jazz was hij tussen 1978 en 2009 betrokken bij vijf opnamesessies.